# 宗座缺出论
宗座缺出论（英語：Sedevacantism，由拉丁语  而来，意即宗座出缺），是一种否定天主教會自若望二十三世（1958-1963年在位）以来的教宗合法性的理论。
「宗座出缺」是天主教用语，指一位教宗逝世或辭職後，在教宗选举选出继任者之前教宗职位的空缺状态。宗座缺出论者宣称，由于若望二十三世召開第二次梵蒂冈大公会议以來，教会中现代主义异端滋生，因此现今领导教廷的教宗已非合法教宗，教宗職位持續處於空缺狀態。他們承認的最後一位合法教宗是若望二十三世的前任，1958年逝世的庇护十二世。
总的来说，宗座缺出论者视自己为传统主义天主教徒，他们反对第二次梵蒂冈大公会议所推行的改革，以及允许用当地语言的弥撒仪式取代传统的使用拉丁语的脱利腾弥撒。他们认为，在20世纪后半葉执掌梵蒂冈的人，推行了此类变革，因而都是异端。另一些传统人士则承认自庇护十二世起的所有教宗，尽管他们个人采信了许多无耻的异教观念，还仍然是真正的教宗，因为他们都没有动用他们的教宗不能错误性（这种权力的动用十分罕见）来宣扬异端邪说，而所有的天主徒也都认为教宗不可能这么做。
宗座缺出论者的观点部分基于第一次梵蒂冈大公会议发布的教宗不能错误性决议。他们的理论是：如果教宗宣扬异端，那么他就不具备不能错误性，因而就称不上是教宗了。另一方面，如果某个教宗接受了异端，即使没有公开地承認，其地位亦將受到質疑。
一些宗座缺出论者团体会推选出一位自己的教宗取替他们反对的教宗，在他们看来这终结了宗座出缺，但这些新教宗被普遍认同为对立教宗，其中無人擁有能和梵蒂岡教宗匹敵的威望。